# Планетарий Альфа
Планетарий Альфа (исп. Planetario Alfa) — это культурный комплекс, расположенный в городе Сан-Педро-Гарса-Гарсия, Нуэво-Леон, Мексика, в состав которого входят музей, кинозал IMAX — первый в Латинской Америке, астрономическая обсерватория, сад науки, вольер, где содержатся 25 видов птиц, и павильон Вселенной, украшенный окнами с витражами знаменитого художника Руфино Тамайо. Планетарий Альфа — один из самых посещаемых культурных центров Мексики.
В сентябре 2020 года было объявлено, что планетарий закроется 4 сентября.

## История
Планетарий был открыт 11 октября 1978 года, он появился в Сан-Педро-Гарса-Гарсия — городе-спутнике Монтеррея, в рамках реализации программы по развитию туризма в регионе. Чтобы сделать планетарий Альфа более привлекательным для посетителей, заведение трижды было расширено. В 1988 году при центре построили павильон Вселенной. В марте 1994 года за пределами здания открыли сад науки, где дети познают природу различных физических явлений через игру. К саду примыкает вольер, где содержатся 200 птиц 25 видов. Тут обитают утки, гуси, павлины и другие животные. Наконец, по случаю круглой даты — 20-летия комплекса Альфа — в 1998 году тут открыли крупнейшую астрономическую обсерваторию в Мексике. При ней есть зрительный зал, который используется для проведения лекций, конференций и семинаров.
Здание планетария высотой 34 метра имеет необычную округлую форму, напоминающую телескоп, направленный на горизонт. Угол наклона строения составляет 63 градуса. Проект этого строения разработали архитекторы Фернандо Гарса Тревиньо, Самуэль Веффберг и Эфран Алеман Куэльо.